# Leonello Casucci
Leonello Casucci (* 23. Dezember 1885 in Pistoia; † 9. September 1975 in Desenzano del Garda) war ein italienischer Komponist und Pianist.

## Leben
Casucci arbeitete als Pianist mit einer Tango-Band Ende der 1920er Jahre in Deutschland. Er ist vor allem bekannt durch den Schlager Schöner Gigolo, armer Gigolo, den er 1928 auf einen Text komponierte, den Julius Brammer (1877–1943) bereits 1924 verfasst hatte. Im Italienischen ist das Lied als Gigolò auf einen Text von Enrico Frati (1889–1971) bekannt, im Englischen als Just a Gigolo auf einen Text von Irving Caesar (1895–1996).